# Карл Луис
Карлтон Фредерик Луис (енгл. Carl Lewis; Бермингхам, 1. јул 1961), бивши је амерички атлетичар. У избору МОК проглашен најбољим атлетичарем 20. века, а по мишљењу многих је и најбољи спортиста свих времена.
Карл Луис је освојио девет златних и једну сребрну олимпијску медаљу на олимпијским играма (ОИ) 1984, 1988, 1992 и 1996. (Лос Анђелес, Сеул, Барселона и Атланта); Осмоструки је светски првак у атлетици на светском првенству (СП) од 1983. до 1993, и то кад су се светска атлетска првенства одржавала сваке четири године, а не сваке две, као данас. Карл Луис, спортски феномен, који ће се тешко поновити, ујединио је у својим успесима подвиге више врхунских атлетичара. Поновио је подвиг који је пре њега остварио Џеси Овенс у Берлину, 1936, победивши на 100 м, 200 м, у скоку аљ и у штафети 4 пута 100 м. Поновио је подвиг свог сународника Ал Ертера, који је четири пута победио на олимпијским играма (од 1956—1968, у бацању диска), победивши такође четири пута, у скоку у даљ. Притом треба напоменути да нико, пре ни после, није у скоку у даљ победио чак ни два пута.
Карл Луис се квалификовао и за Олимпијске игре у Москви, 1980, (као 19-годишњак), у штафети 4 пута 100 м и у скоку у даљ, али није учествовао због бојкота америчке репрезентације, чиме му је можда ускраћена медаља - у штафети, чиме би засјео на прво мјесто вјечне листе олимпијаца са највише медаља. Овако се налази на петом мјесту, иза Мајкла Фелпса (пливање), Ларисе Латињине ( гимнастика), Пава Нурмија (атлетика) и Марка Шпица (пливање). Латињина, Нурми, Шпиц и Луис  имају по 9 златних медаља, а поредак одређује број сребрних и бронзаних: Латињна 5 сребрних и 4 бронзане, Нурми 3 сребрне, Шпиц 1 сребрна и 1 бронзана, Луис 1 сребрна медаља.
Међутим Карл Луис је спортиста са највише појединачно освојених златних олимпијских медаља - 7, ако рачунамо актуелне спортске дисциплине (Реј Јури, САД, освојио је 8 појединачних златних медаља 1900, 1904. и 1908, али у дисциплинама које одавно више нису у програму Олимпијских игара: скок удаљ, скок увис и троскок - из места).

## Атлетска каријера

### Слава као такмичарски спортиста
Фредерик Карлтон Луис је рођен у Бирмингему, Алабама, 1. јула 1961. године, као син Вилијама Луиса (1927–1987) и Евелин Луис рођене Лолер. Његова мајка је била препонаша у Пан-Ам тиму 1951. године. Његов старији брат Кливленд Луис је играо професионални фудбал за Мемфис Роугс. Његови родитељи су водили локални атлетски клуб који је имао пресудан утицај на њега и на његову сестру Карол. Она је постала елитна скакачица у даљ, освојила је девето место на Олимпијским играма 1984. и бронзу на Светском првенству 1983. године.
Луиса је првобитно тренирао његов отац, који је такође тренирао друге локалне спортисте до елитног статуса. Са 13 година, Луис је почео да се такмичи у скоку у даљ, и показао се као перспективан спортиста док су га Енди Дудек и Пол Мајнор тренирали у средњој школи Вилингборо у његовом родном граду Вилингборо тауншипу, Њу Џерси. Он је остварио четврто место на светској јуниорској листи скакача у даљ.
Многи колеџи су покушали да регрутују Луиса, а он је одлучио да се упише на Универзитет у Хјустону где је Том Телез био тренер. Телез ће након тога остати Луисов тренер током целе каријере. Неколико дана након што је завршио средњу школу 1979. године, Луис је оборио средњошколски рекорд у скоку у даљ скоком од 8,13 m. До краја 1979, Луис је био пети на свету за скок у даљ, према Новостима из атлетике.
На крају средњешколске године поново је букнула стара повреда колена и то је могло имати последице на његову кондицију. Луис је радио са Телезом и прилагодио своју технику тако да је могао да скаче без болова, а затим је освојио титулу Националног универзитетског атлетског савеза (NCAA) 1980. скоком потпомогнутим ветром од 8,35 m.
Иако је његов фокус био на скоку у даљ, сада је почео да се појављује као таленат у спринтовима. Почела су да се праве поређења са Џесијем Овенсом, који је доминирао у спринту и скоковима у даљ 1930-их. Луис се квалификовао за амерички тим за Олимпијске игре 1980. у скоку у даљ и као члан штафете 4 × 1000 m. Олимпијски бојкот спречио је Луиса да се такмичи у Москви; он је уместо тога учествовао на Либерти Бел Класику у јулу 1980, који је био алтернативни сусрет за бојкотујуће нације. Прескочио је 7,77 m за бронзану медаљу, а америчка штафета 4 × 100 m освојила је злато са временом од 38,611 s. Он је добио једну од 461 златне медаље Конгреса направљене посебно за спортисте који су били онемогућени да се такмиче на Олимпијским играма 1980. године. На крају године био је шести на свету у скоку у даљ и седми на 100 m.

## Занимљивост
На првенству САД у Индијанаполису 1982. године Карл Луис је скочио у даљ 9,14 m, међутим, судије су пресудиле да је начинио минимални преступ.

## Каријера
1983. - СП, 3 златне медаље (100 м, скок у даљ и штафета 4 пута 100 m
Године 1984, - ОИ, 4 златне медаље (100 m, 200 m, скок у даљ и штафета 4 пута 100 m
Године 1987, - СП, 3 златне медаље (100 m, скок у даљ и штафета 4 пута 100 m
Године 1988, - ОИ, 2 златне медаље (100 m, скок у даљ), 1 сребрна медаља 200 m
Године 1991, - СП, 2 златне медаље (100 m и штафета 4 пута 100 m, 1 сребрна медаља (скок у даљ)
Године 1992, - ОИ, 2 златне медаље (скок у даљ и штафета 4 пута 100 m)
1993. - СП, 1 бронзана медаља (200 m)
Године 1996, - ОИ, 1 златна медаља (скок у даљ)

## Лични рекорди
- 100 m: 9,86 s (1991, тада светски рекорд)
- 200 m: 19,75 s (1983)
- скок у даљ: 8,87 m (1991)
- штафета 4 пута 100 m: 37,40 s (1992 тада светски рекорд)